# Washington Augustus Roebling

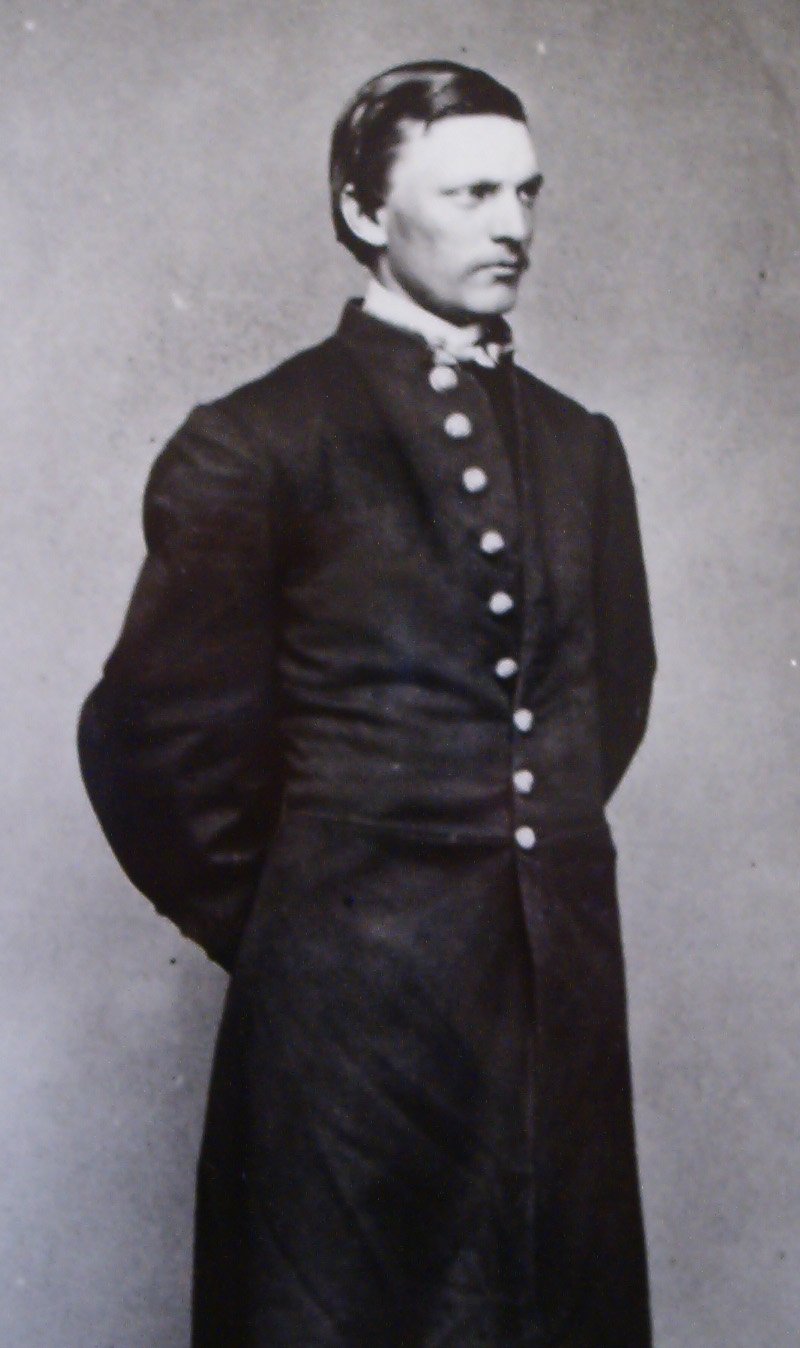
Washington Augustus Roebling

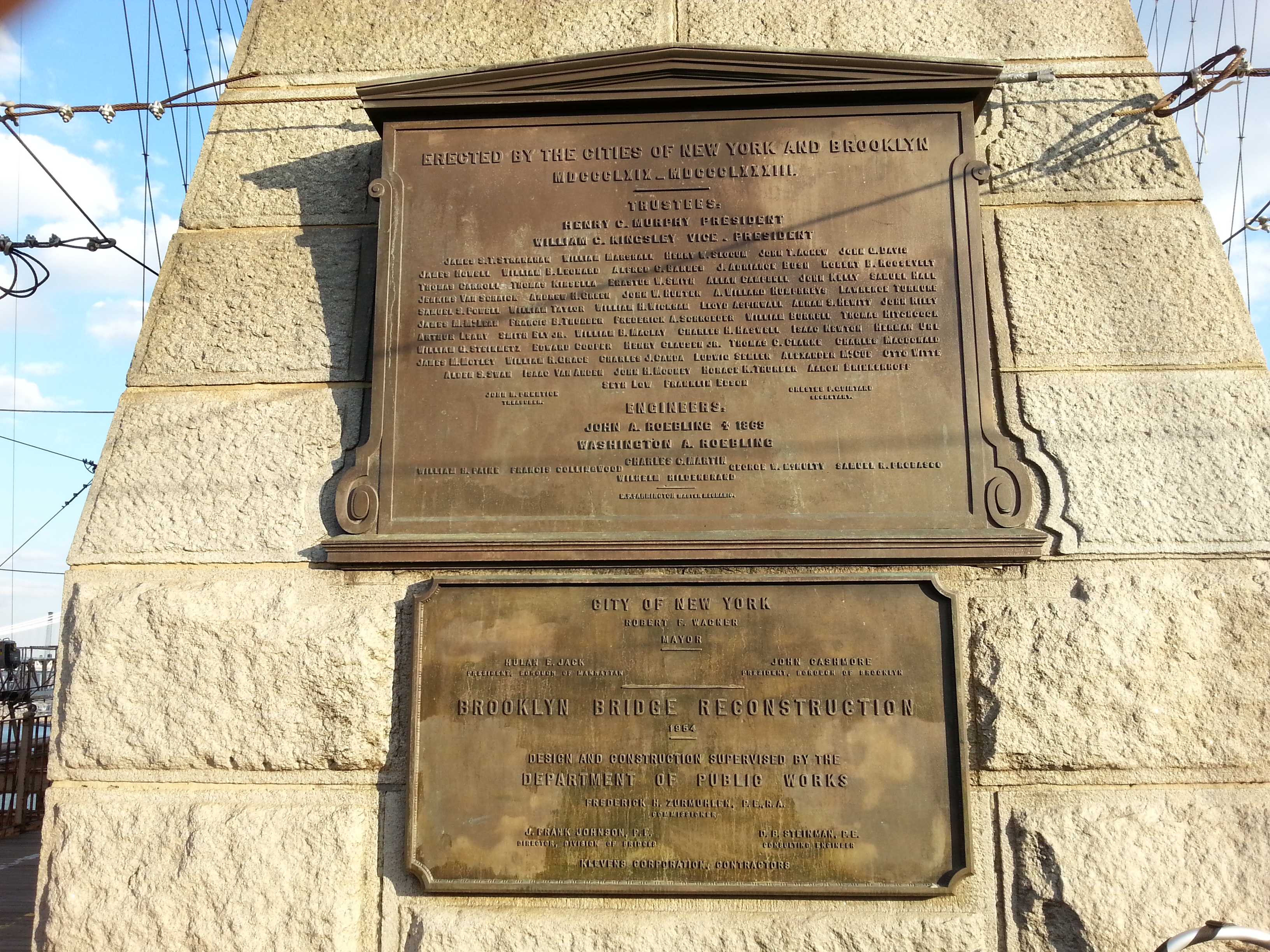
Gedenktafel für die Erbauer der Brooklyn Bridge an einem ihrer Türme.

Washington Augustus Roebling (* 26. Mai 1837 in Saxonburg, Pennsylvania; † 21. Juli 1926 in Trenton, New Jersey) war ein US-amerikanischer Ingenieur, bekannt für seine Arbeit an der Brooklyn Bridge, die durch seinen Vater John Augustus Roebling begonnen wurde.

## Leben und Wirken
Roebling erhielt seine Ausbildung am Rensselaer Polytechnic Institute in Troy, New York. Danach unterstützte er die Arbeit seines Vaters als Brückenbauer. Während des Amerikanischen Bürgerkrieges diente er in der United States Army, wo er wiederholt Zeuge von Kampfhandlungen wurde. Er wurde im Dezember 1864 zum Brevet-Oberstleutnant für tapferen Dienst ernannt. 
Nach dem Bürgerkrieg kehrte er zu seiner Arbeit mit seinem Vater zurück. Gemeinsam mit seiner Frau Emily Warren Roebling reiste er nach Europa, wo er technische Fragen in Zusammenhang mit der von seinem Vater geplanten Hängebrücke über den East River in New York klären sollte. Auf dem Europabesuch wurde ihr gemeinsamer Sohn John A. Roebling II. geboren (im Heimatort von John Augustus Roebling, in Mühlhausen/Thüringen). Nach dem Tod seines Vaters übernahm er 1869 die Bauleitung der Brooklyn Bridge, weil er Erfahrung mit der Herstellung der für die Brücke erforderlichen Trossen und Drahtseile und mit dem zur Gründung der Pfeiler notwendigen Caisson-Verfahren besaß. Er machte viele bedeutende Verbesserungen an der Brückenkonstruktion und der Entwicklung der Hauptbrückenbautechniken.

### Pfeilerbau
Zur Herstellung der Pfeilerfundamente muss fester Grund, nach damaliger Lesart Fels erreicht werden. Dazu wurde das damals neuartige Caissonverfahren genutzt, wobei ein nach unten offener Hohlkasten aus Holz von oben mit Gewicht gegen den Auftrieb beschwert wurde, der so in das Wasser des East River abgesenkt wurde. Mit Überdruck verdrängt die Luft das Wasser aus dem Hohlkasten. Roebling verband mehrere Caisson-Kästen, die durch Schleusen miteinander verbunden waren. Hierdurch konnten die Arbeiter den eigentlichen Arbeitsbereich für die Fundamente betreten und bei Petroleumlicht und schlechter Belüftung zentimeterweise ausschachten. Bis 1870 wurden auf diese Weise nur 15 cm pro Woche geschachtet. Jetzt entschloss sich Roebling, Dynamit zu Sprengungen zu verwenden. In 13 m Tiefe erreichte der erste Pfeiler auf der Brooklyn-Seite tragfähigen Grund. 
Beim zweiten Pfeiler waren die Probleme ungleich größer, weil nach ersten Probebohrungen das Fundament bis in 30 m Tiefe hätte vorgetrieben werden müssen. Der Druck musste immer mehr erhöht werden, was viele Arbeiter an Symptomen der Taucherkrankheit erkranken ließ, die bereits bekannt war. Roebling ließ daraufhin die Schichten immer stärker verkürzen, bis sie zuletzt bei zweieinhalb Stunden waren, was die Bauzeit absehbar verlängerte. Dennoch starben mehrere sogenannte „Sandhogs“ (Sandschweine). Als sie die Tiefe von rund 23 m erreicht hatten, bestand der Untergrund aus einem Sand, der durch den darüber lastenden jahrtausendelangen Druck so hart war, dass er nur äußerst mühsam abzutragen war. Roebling entschied daraufhin, dass dieser Untergrund die notwendige Tragfähigkeit besitze und ließ das Fundament dieses Pfeilers auf der Manhattan-Seite dort in Beton gießen. 
Zeitweilig hatte er mit einem aus Unachtsamkeit entstandenen Brand seines hölzernen Hohlkastens zu kämpfen, der sich wegen des unter hohem Druck eingeblasenen Sauerstoffs tagelang unerreichbar ins Holz brannte und nicht durch das mit hohem Druck von zehn Feuerspritzen versprühte Wasser zu löschen war. Erst nach einer Reihe von Bohrungen in die Caisson-Kästen konnte der Brandherd freigelegt und gelöscht werden. Später kam es zu einem Wassereinbruch, weil der Hohlkasten dem Druck nicht mehr standhielt.

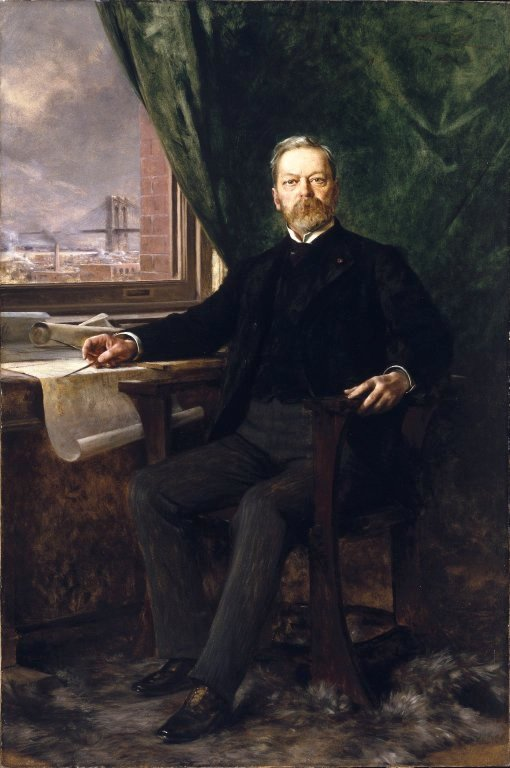
Théobald Chartran: Porträt des Washington A. Roebling, 1899

### Rückschläge
Überarbeitung und die Dekompressionskrankheit befielen jedoch auch Roebling, der die harte Arbeit der Männer auch vor Ort unterstützte, und machten ihn im Frühsommer 1872 für Monate bettlägerig. Danach saß er im Rollstuhl und konnte sich täglich nur noch kurze Zeit konzentrieren. Dennoch setzte er seine Planungsarbeit von zu Hause aus fort und erreichte trotz verschiedener Versuche, ihn mit Hilfe von Gerüchten, er sei geisteskrank, gegen andere Ingenieure auszutauschen, die Fertigstellung der Brücke 1883 durch die wirkungsvolle, zähe, intelligente Unterstützung seiner Ehefrau Emily Warren Roebling. Sie hatte sich die dazu notwendigen mathematischen und Ingenieurkenntnisse im Selbststudium beigebracht und gleichzeitig als Bauleiterin seine mündlich und schriftlich erteilten Weisungen äußerst sorgfältig und umsichtig umgesetzt.
Roeblings Finanziers hatten sich trotz Kenntnis der Tatsache, dass seine Firma in den gesamten USA für die hohe Qualität und Erfahrung bei der Produktion von Drahtseilen und Trossen berühmt war, für das Produkt eines Brooklyner Konkurrenten als Lieferant entschieden, dessen Produkte nicht gerade für perfekte Qualität bekannt waren. Als drei Stahltrossen rissen und dabei drei Arbeiter getötet und mehrere verletzt wurden, ließ Roebling ein Qualitätsmanagement einrichten: Er verdoppelte die Zahl der Qualitätskontrolleure, die auf dem Werksgelände die Produkte laufend kontrollierten. Dabei wurde aufgedeckt, dass in den Trossen  qualitativ minderwertige Drahtseile verwendet und die Qualitätsbescheinigungen gefälscht worden waren. Manche Drahtseile waren sogar verrostet. Dadurch war die Zugfestigkeit der Trossen deutlich herabgesetzt. Die durch die schadhaften Drahtseile schlechteren Trossen waren von außen nicht von den einwandfreien zu unterscheiden. Da Roebling zuvor die Stahltrossen für die sechsfache maximale Belastung ausgelegt hatte, wurde durch die Qualitätsmängel des Herstellers ihre Belastbarkeit vermutlich auf die vierfache maximale Belastung herabgesetzt, was aber ausreichte. Bis zum heutigen Tage erfüllen sie ihren Zweck einwandfrei. Der Lieferant durfte den Auftrag behalten, er musste aber den Betrag, den er durch die minderwertigen Drähte gespart hatte, zurückzahlen.
Roeblings Hobby bestand in der Sammlung von Gestein und Mineralien. Seine mehr als 16.000 Objekte umfassende Sammlung wurde nach seinem Tod der Smithsonian Institution gestiftet. Sie ist ein bedeutender Teil der Nationalen Mineralien- und Schmuckstein-Sammlung der USA. Ihm zu Ehren vergibt die Mineralogical Society of America die Roebling Medal für Leistungen in der Mineralogie.

## Schriften
- Washington Roebling: Mein Vater John A. Roebling: der deutsche Erbauer der Brooklyn Bridge. Übersetzung Konrad Linke. Mitteldeutscher Verlag, Halle (Saale) 2011, ISBN 978-3-89812-731-8.